# Artemisia phyllobotrys
Artemisia phyllobotrys là một loài thực vật có hoa trong họ Cúc. Loài này được (Hand.-Mazz.) Ling & Y.R.Ling mô tả khoa học đầu tiên năm 1988.